# 利府車站
利府車站（日语：／ Rifu eki */?）是一由東日本旅客鐵道（JR東日本）所經營的鐵路車站，位於日本宮城縣宮城郡利府町森鄉字柱田。利府是JR東日本東北本線利府支線的終點站，管轄上位於JR東日本仙台支社的範圍之內，由仙台車站管理。
利府車站在初設時，原本只是東北本線沿線的一個中途站而已，但1944年起被稱為「海線」、坡度較緩的新線通車之後，原本經由利府的「山線」就成了使用率越來越低的舊線。終於在1962年時，在利府～（舊）松島之間的山線路段廢線之後（至於松島～品井沼之間的路段則在此三個月前就已廢線），利府成了剩餘路段的終點站。配合這改變，原本是東北本線主線的山線剩餘路段，也正式改為利府支線繼續營運。

## 車站結構
港灣式月台2面2線的地面車站。

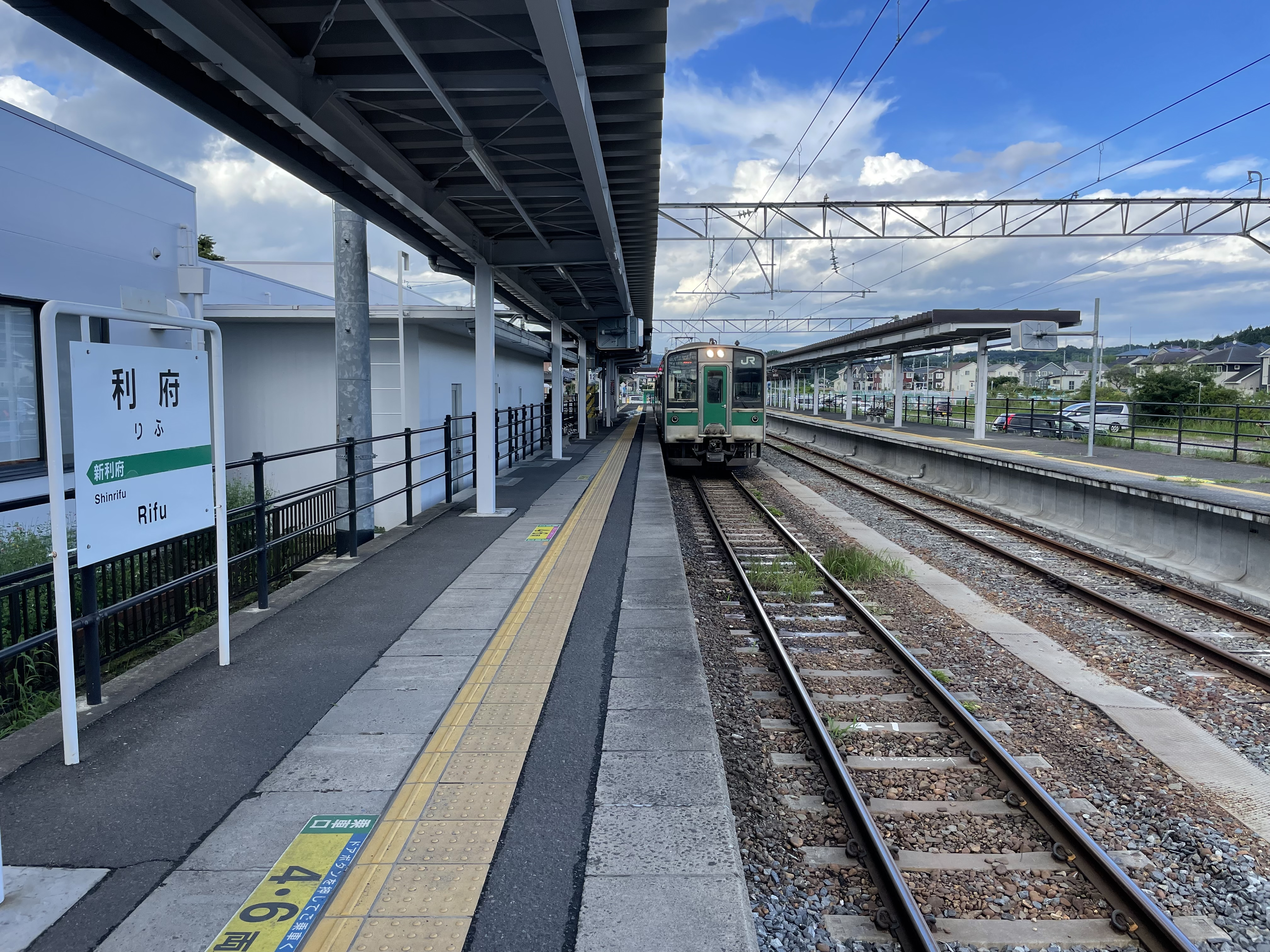
月台（2022年7月）
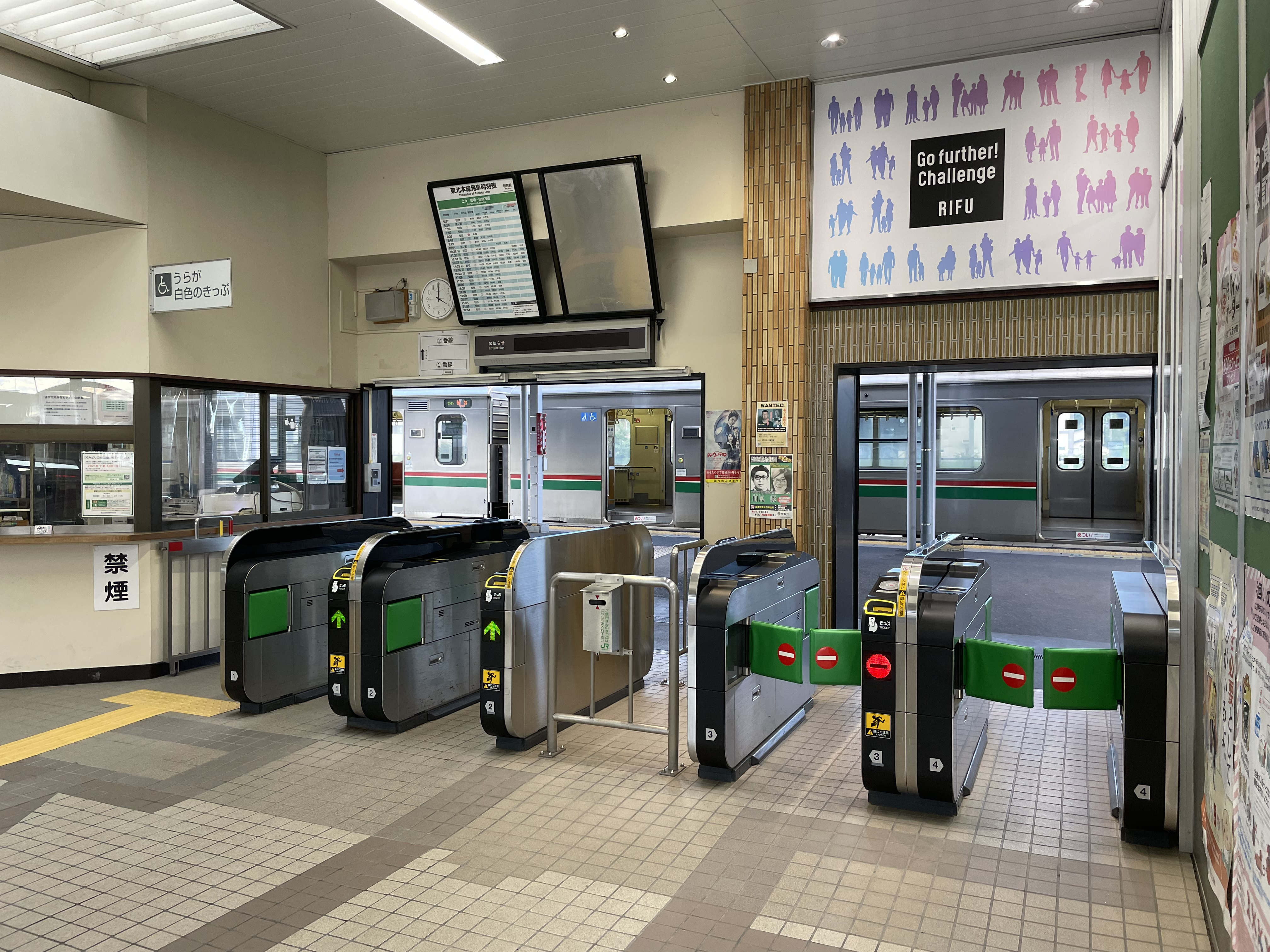
检票口（2022年7月）

### 月台配置
| 月台 | 路線      | 目的地               |
| ---- | --------- | -------------------- |
| 1、2 | ■利府支線 | 岩切、仙台、岩沼方向 |

## 相鄰車站
東日本旅客鐵道
■東北本線（利府支線）
新利府－利府

### 曾經存在的路線
日本國有鐵道
東北本線（山線）
利府－（舊）松島

## 外部連結
- （日語）利府車站（JR東日本）（页面存档备份，存于）